# Medvědí rozhledy
Medvědí rozhledy je Evropsky významná lokalita v okrese Sokolov v Karlovarském kraji, vyhlášená v roce 2012. Jedná se o izolované skalní výchozy hadcových hornin, které zde tvoří částečně vypreparovaný hřbet. Lokalita je zahrnuta do soustavy Natura 2000. Předmětem ochrany je typická chasmofytická hadcová skalní vegetace. Péčí o území je pověřena správa CHKO Slavkovský les.

## Popis oblasti
Nachází se v CHKO Slavkovský les asi 3,1 km jihojihovýchodně od obce Rovná, 4,6 km severozápadně od obce Prameny v katastrálním území Vranov u Rovné v chladné klimatické oblasti. Nadmořská výška je necelých 800 m. Ve vzdálenosti asi 250 m východně od lokality protéká Lobezský potok.

### Flóra a fauna
Nejcennějšími chráněnými rostlinami na území Medvědích rozhledů jsou velmi hojné porosty sleziníku nepravého (Asplenium adulterinum) a s počty překračují tisíc trsů. Méně početná je poměrně vitální populace další hadcová kapradina sleziníku hadcového (Asplenium cuneifolium) soustředěná především v nejvyšších skalních partiích orientovaných na východ. Dříve uváděný výskyt rožce kuřičkolistého (Cerastium alsinifolium) byl na lokalitě potvrzen naposledy v roce 2000. Mezi časté druhy na skalkách zde patří kostřava ovčí (Festuca ovina), osladič obecný (Polypodium vulgare) a silenka nadmutá (Silene vulgaris). Na vlhčích stanovištích se na úpatí hadcových skalek roztroušeně vyskytuje vranec jedlový (Huperzia selago).
Chráněné území má malou rozlohu a proto není zoologicky významné. Prokázáno bylo hnízdění datlíka tříprstého (Picoides tridactylus) a kulíška nejmenšího (Glaucidium passerinum).

## Fotogalerie

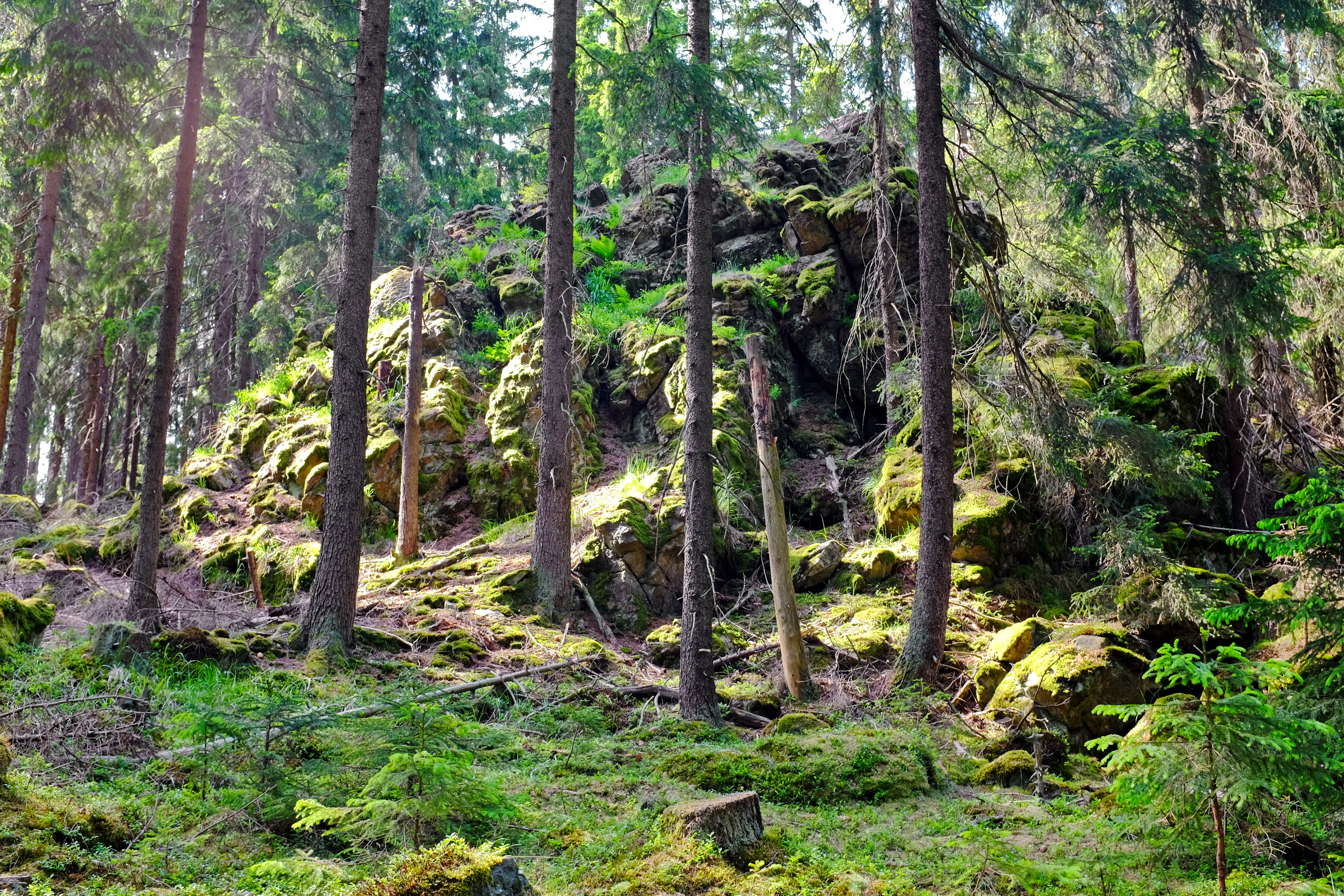
V červnu 2019
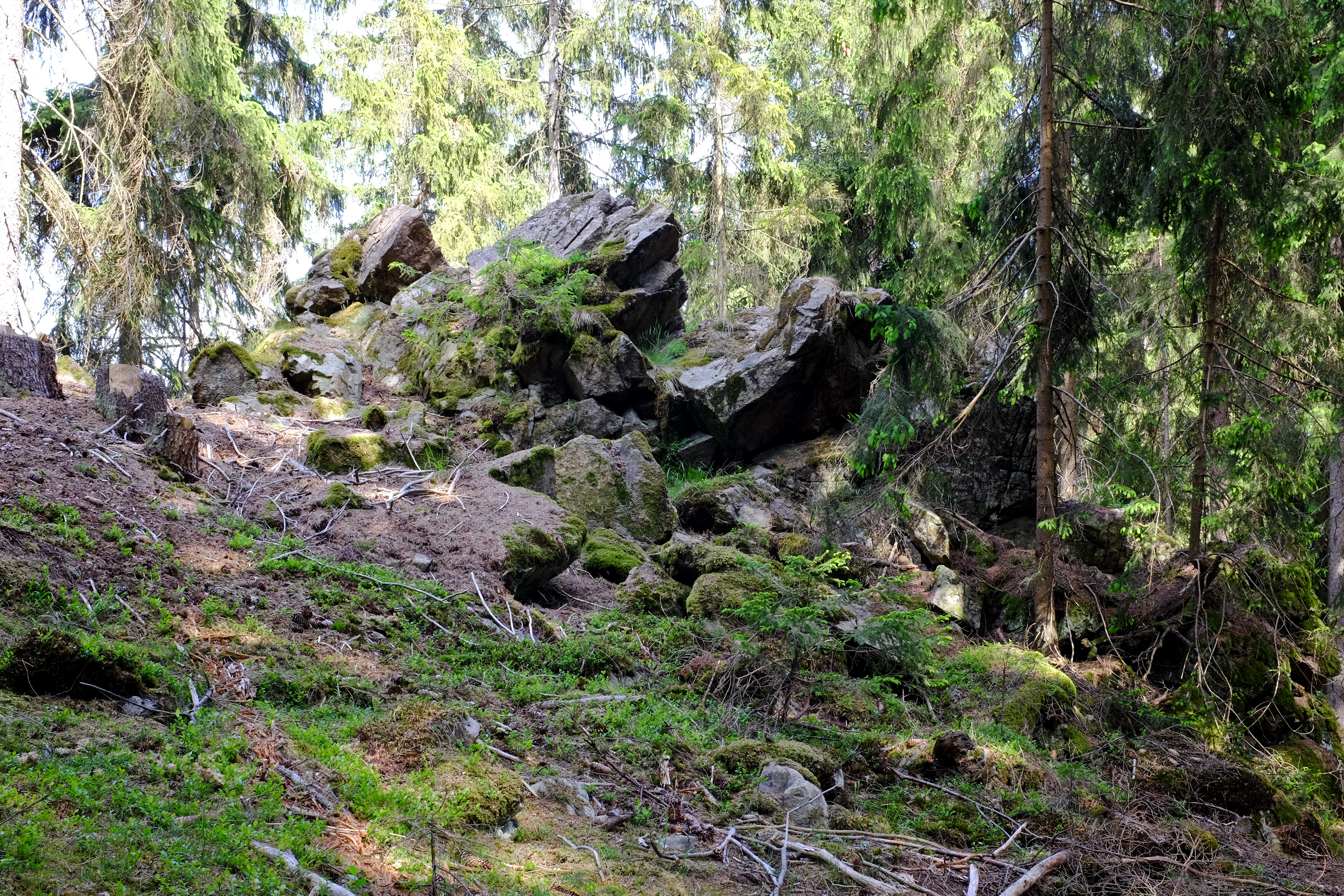
Vrcholové partie v červnu 2019
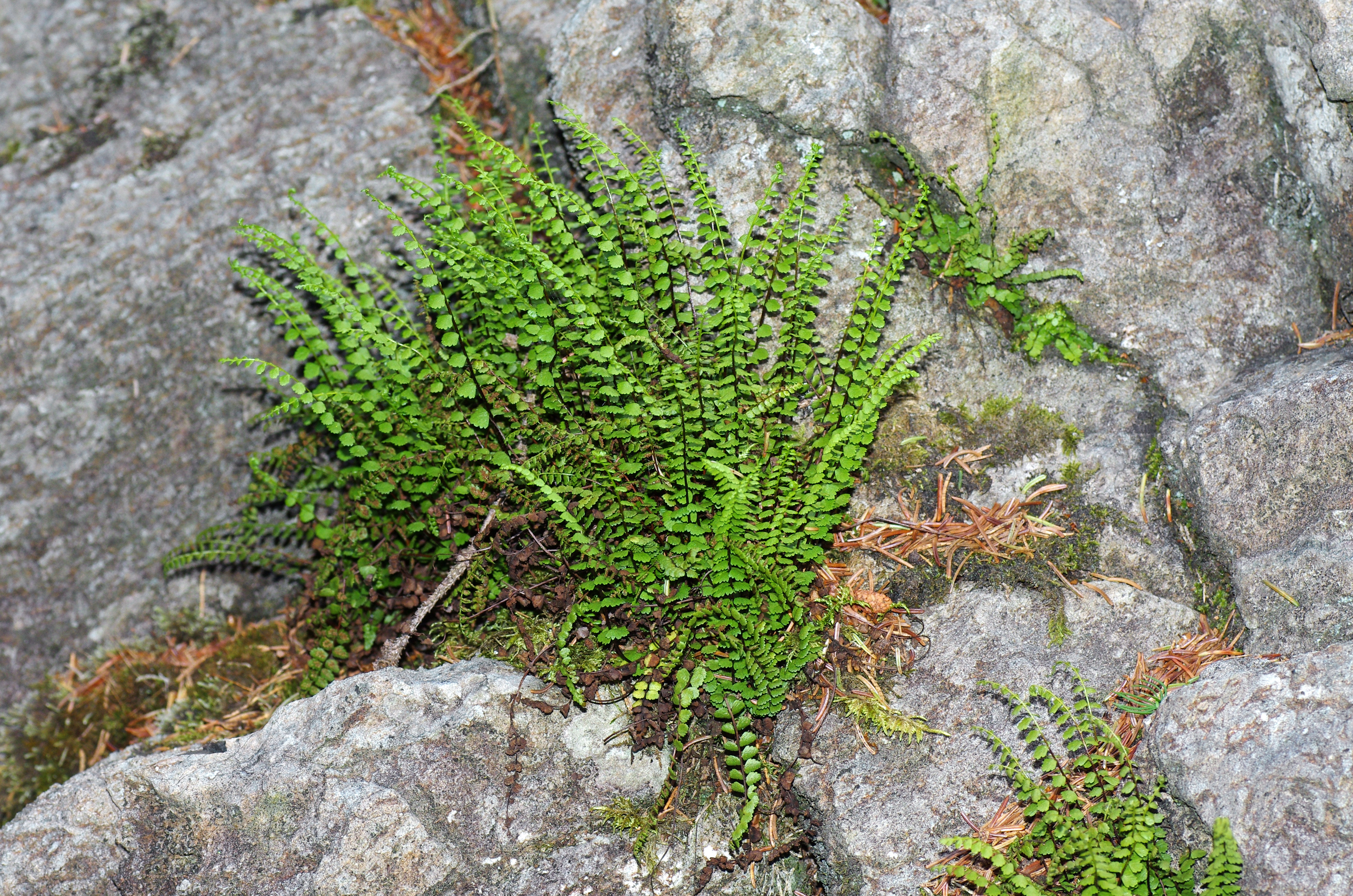
Trs sleziníku nepravého ve skalní štěrbině
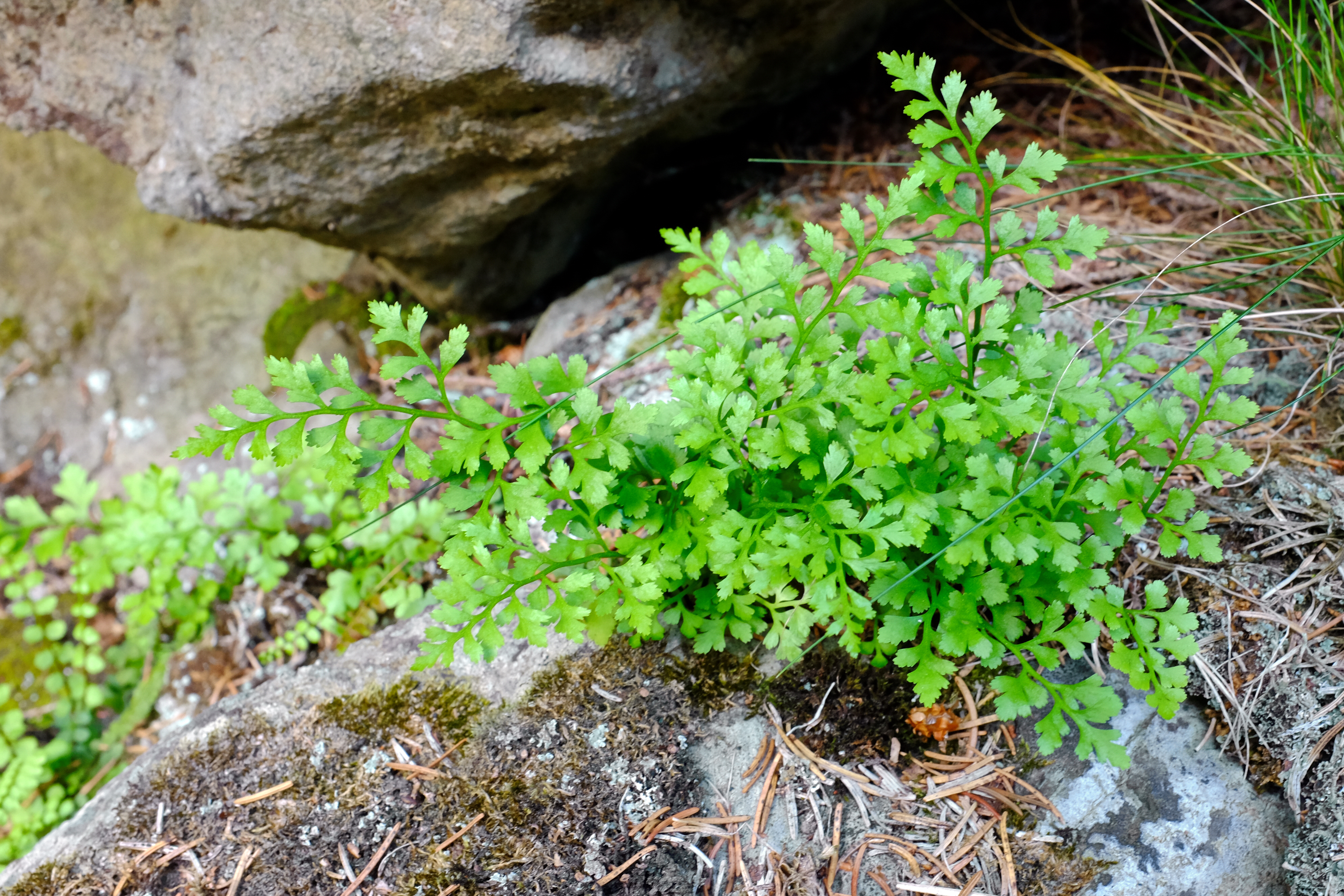
Trs sleziníku hadcového ve skalní štěrbině
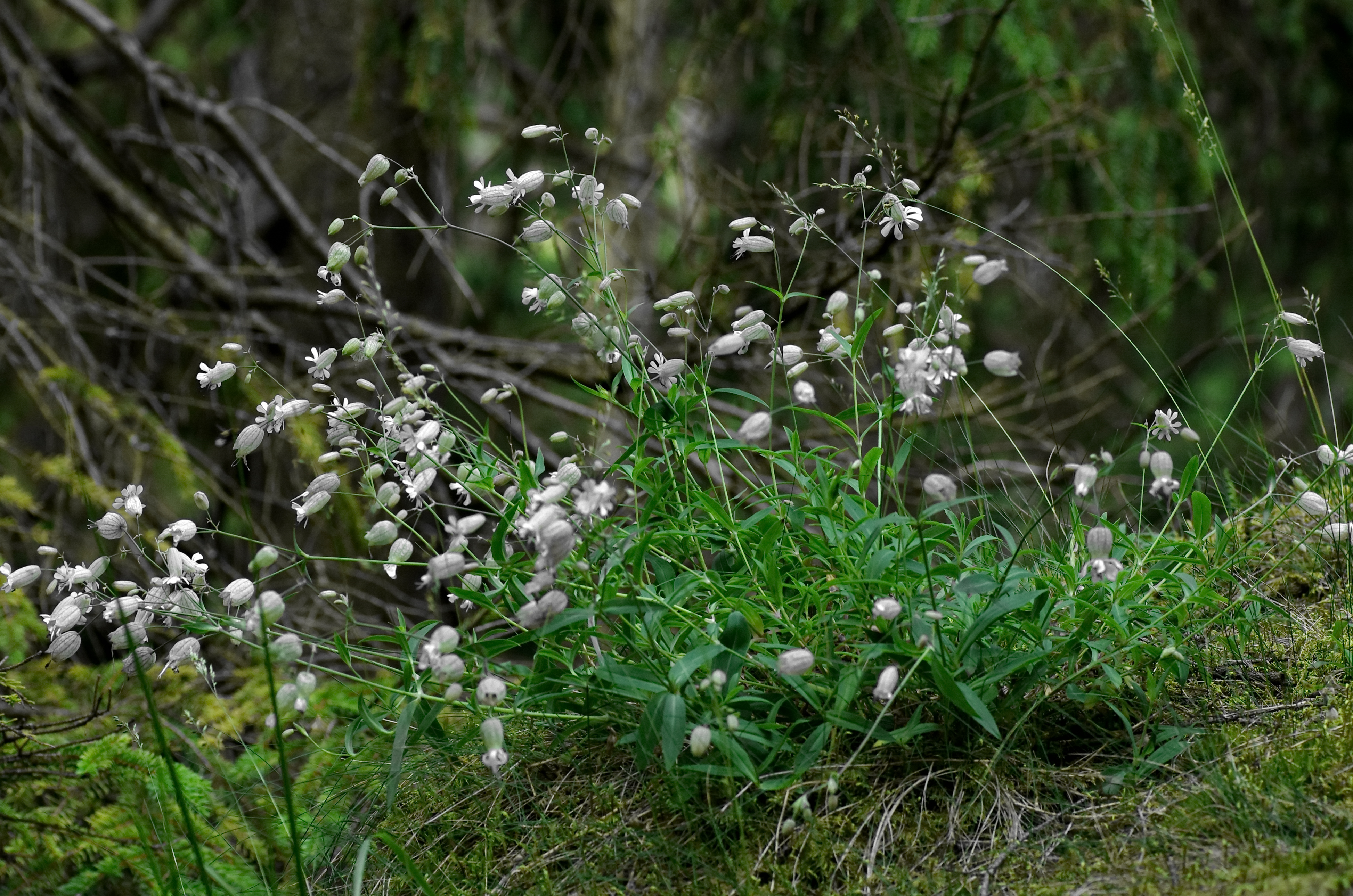
Porosty silenky nadmuté